# Khao Phing Kan
Pour les articles homonymes, voir KOH (homonymie).
Khao Phing Kan (en thaï, เขาพิงกัน) ou Ko Khao Phing Kan (เกาะเขาพิงกัน) est une paire d'îles sur la côte ouest de la Thaïlande, dans la baie de Phang Nga (mer d'Andaman). À environ 40 mètres de ses côtes se trouve l'îlot Ko Tapu (เกาะ ตะปู) qui mesure 20 mètres de hauteur. L'île fait partie du parc national de Ao Phang Nga. Depuis 1974, date à laquelle elle est apparue dans L'Homme au pistolet d'or, l'un des films de James Bond, elle est populairement appelée James Bond Island.

## Étymologie
Khao Phing Kan signifie « collines se penchant les unes sur les autres » en thaï, ce qui reflète la nature connexe des îles. Ko Tapu peut être traduit littéralement par « clou » ou île « pointe », en raison de sa forme. Avec « Ko » (en thaï : เกาะ) qui signifie « île » et « Khao » (เขา) qui signifie « colline », les termes « Ko », « Khao », et « Ko Khao » sont souvent interchangeables dans la dénomination des îles. Après le tournage de L'Homme au pistolet d'or, l'un des films de James Bond, Khao Phing Kan,,,, ou parfois Ko Tapu fut progressivement dénommée James Bond Island, particulièrement dans les guides touristiques ; leurs noms originaux sont rarement utilisés par la population locale.

## Histoire
Avant 1974, l'île était un territoire indigène rarement visité. Cependant, il a été choisi comme l'un des lieux du tournage de L'Homme au pistolet d'or (1974), l'un des films de James Bond, comme repaire de l'antagoniste de Bond, Francisco Scaramanga. Après la sortie du film, l'île s'est transformée en une destination touristique populaire ; les déchets ménagers rejetés ont ainsi progressivement pollué Khao Phing Kan.
En 1981, l'île est devenue la partie la plus célèbre du parc national de Phang Nga, nouvellement appelé Ao Marine. Depuis 1998, il est interdit aux bateaux de touristes de s'approcher de Ko Tapu. Cette mesure vise à stopper l'érosion des roches calcaires sur et à proximité de l'îlot, qui pourraient éventuellement conduire à son effondrement.
L'île est en partie dévastée par le tsunami du 26 décembre 2004 qui touche l'océan Indien. Certains récifs coralliens sont détruits et la faune et la flore sont dangereusement fragilisées[réf. souhaitée].

## Géographie

### Khao Phing Kan
Khao Phing Kan se compose de deux îles recouvertes de forêts, avec des côtes escarpées. Elles se trouvent dans la partie nord-ouest de la baie de Phang Nga, à environ 6 km (3,7 mi) de la terre ferme, au milieu d'un groupe d'une douzaine d'autres îles dont la plus proche est Ko Raya Ring à 400 m au nord. Sa partie ouest mesure environ 130 m (430 pi) de diamètre, tandis que la partie orientale d'environ 240 m (790 pi) de long et 140 m (460 pi) de largeur, toutes deux allongées vers le nord. L'île possède quelques grottes et deux plages de sable fin, sur la partie sud-ouest et entre les îles jumelles. La première accueille le bureau du gouvernement où chaque visiteur doit payer des impôts. Ce dernier est utilisé comme port pour les bateaux de touristes en provenance du continent, et dispose de plusieurs boutiques de souvenirs vendant plusieurs articles, comme du corail, des coquillages, des papillons en plastique emboîtés, des scorpions et des araignées. Les plages et les grottes sont régulièrement inondés par les marées, qui ont une amplitude de 2 à 3 m (de 6,6 à 9,8 pi) ; accéder à certaines grottes n'est possible que pendant les basses eaux. Le nom thaïlandais de Khao Phing Kan reflète la forme particulière de l'île qui apparaît comme une falaise calcaire plate.
Les eaux autour de l'île, situées dans la baie, mesurent seulement quelques mètres de profondeur et sont de couleur vert pâle. Le fond est recouvert de limon, qui est porté à la baie de Phang Nga par plusieurs rivières du nord.

### Ko Tapu

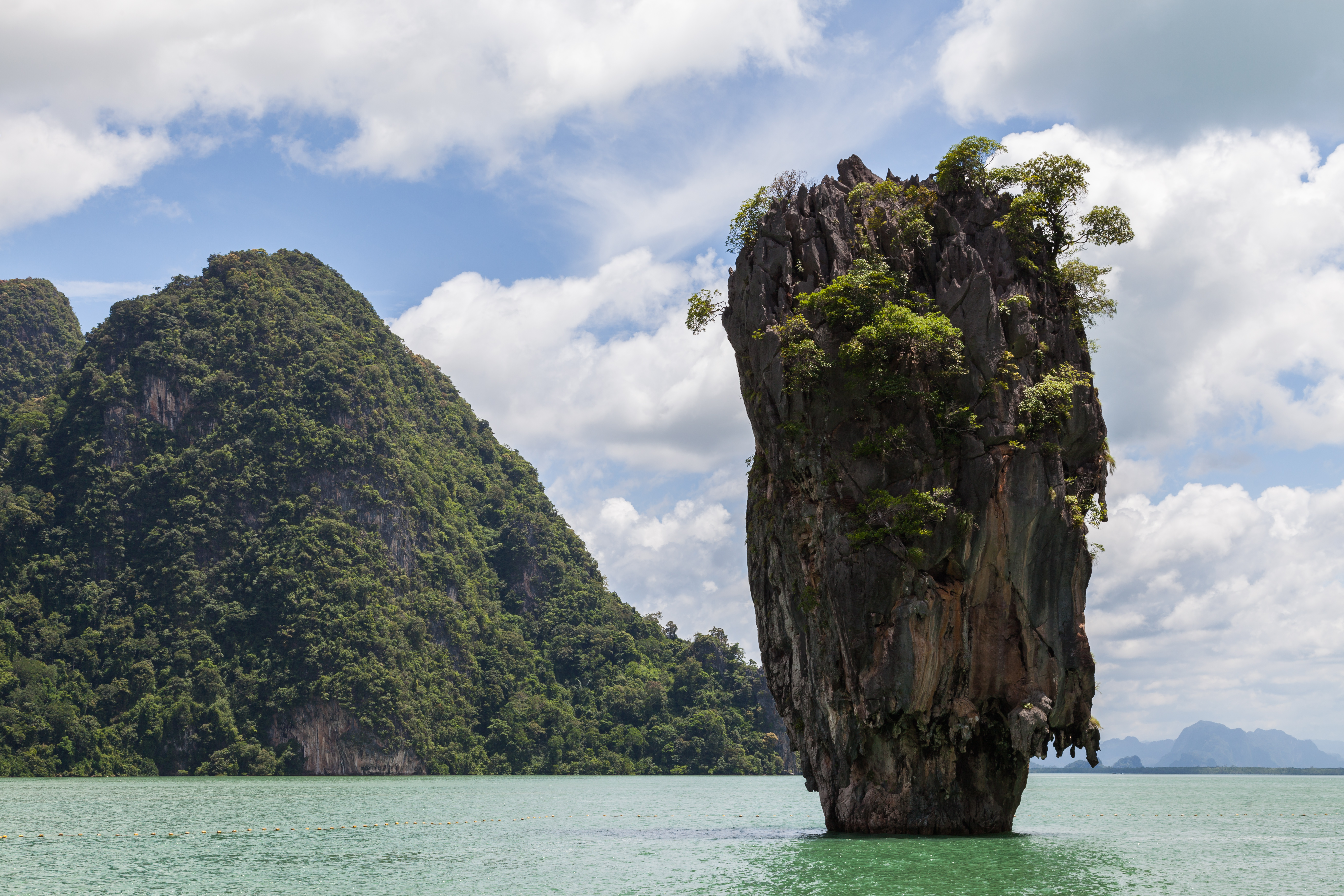
Ko Tapu.

Ko Tapu est une roche calcaire d'environ 20 m (66 pi) de hauteur, avec un diamètre d'environ 4 m (13 pi), près du niveau de l'eau atteignant environ 8 m (26 pi) de profondeur. Elle se trouve à environ 40 m (130 pi) à l'ouest de la partie nord de Khao Phing Kan.
Une légende locale explique la formation de l'île de Ko Tapu comme suit. « Il était une fois, vivait un pêcheur qui avait l'habitude de ramener autant de poissons chaque fois qu'il allait à la mer. Mais un jour, il ne pouvait pas attraper un poisson en dépit des tentatives fastidieuses ; il ramassait seulement un clou avec son filet. Il n'arrêtait pas de jeter le clou à la mer mais il l'attrapait à nouveau. Furieux, il prit son épée et le coupa en deux, en utilisant toute sa puissance. Lors de l'impact, la moitié du clou a sauté et a harponné dans la mer, ce qui a formé Ko Tapu ».
Une version scientifique de la formation de Ko Tapu dit que dans le Permien, la région était une barrière de corail. Puis, lors de mouvements tectoniques, elle s'est rompue, et ses pièces ont été dispersées sur la zone et inondées par la mer montante. Le vent, les vagues, les courants d'eau et les marées ont progressivement érodé les îles ainsi formées, produisant parfois des formes particulières, comme Ko Tapu.

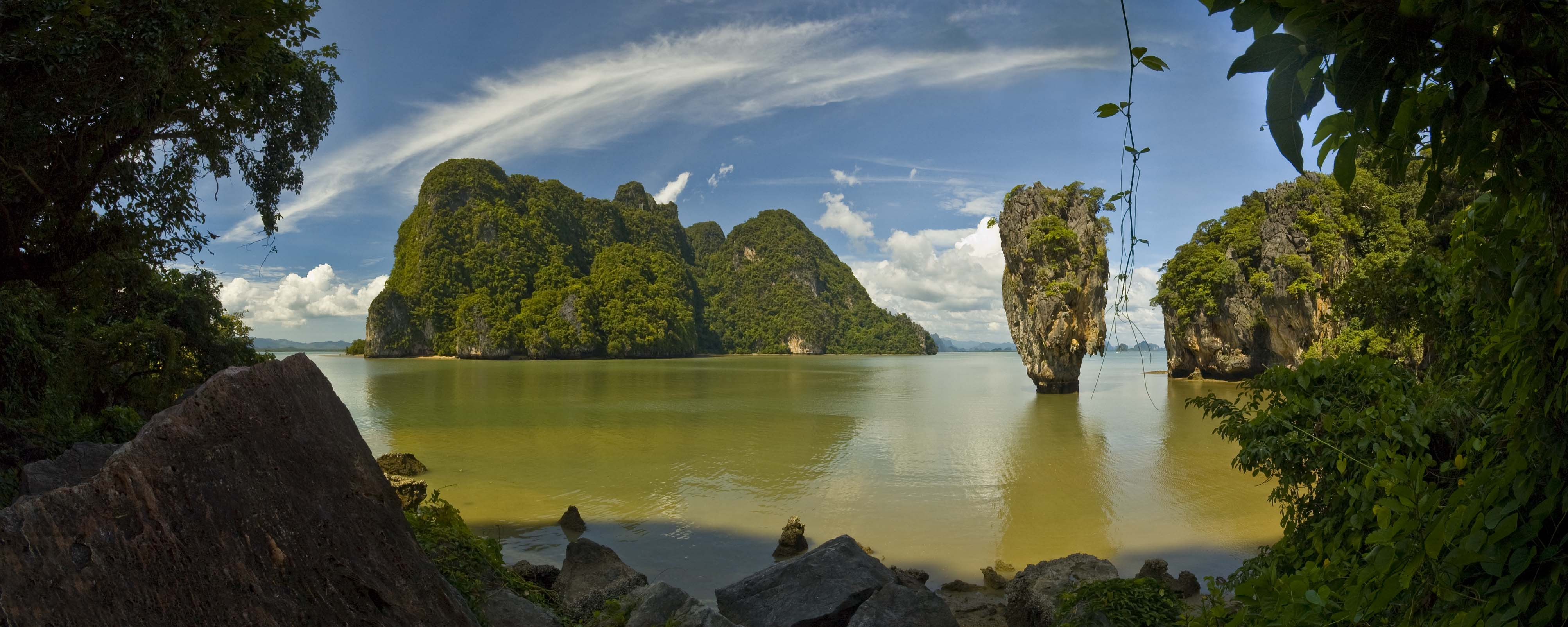
Vue de Ko Tapu et Ko Raya Ring depuis Khao Phing Kan.

## Climat
La région a un climat tropical marin, qui se caractérise par de pluies fréquentes et des températures stables. Selon les données recueillies entre 1961 et 1990, le nombre moyen de jours de pluie est de 189 par an apportant 3 560,5 mm de précipitations, surtout entre les mois de mai et d'octobre. La température varie entre 23 °C (73 °F) et 32 °C (90 °F) ; la moyenne d'humidité relative s'élève à 83 %.

## Faune et flore

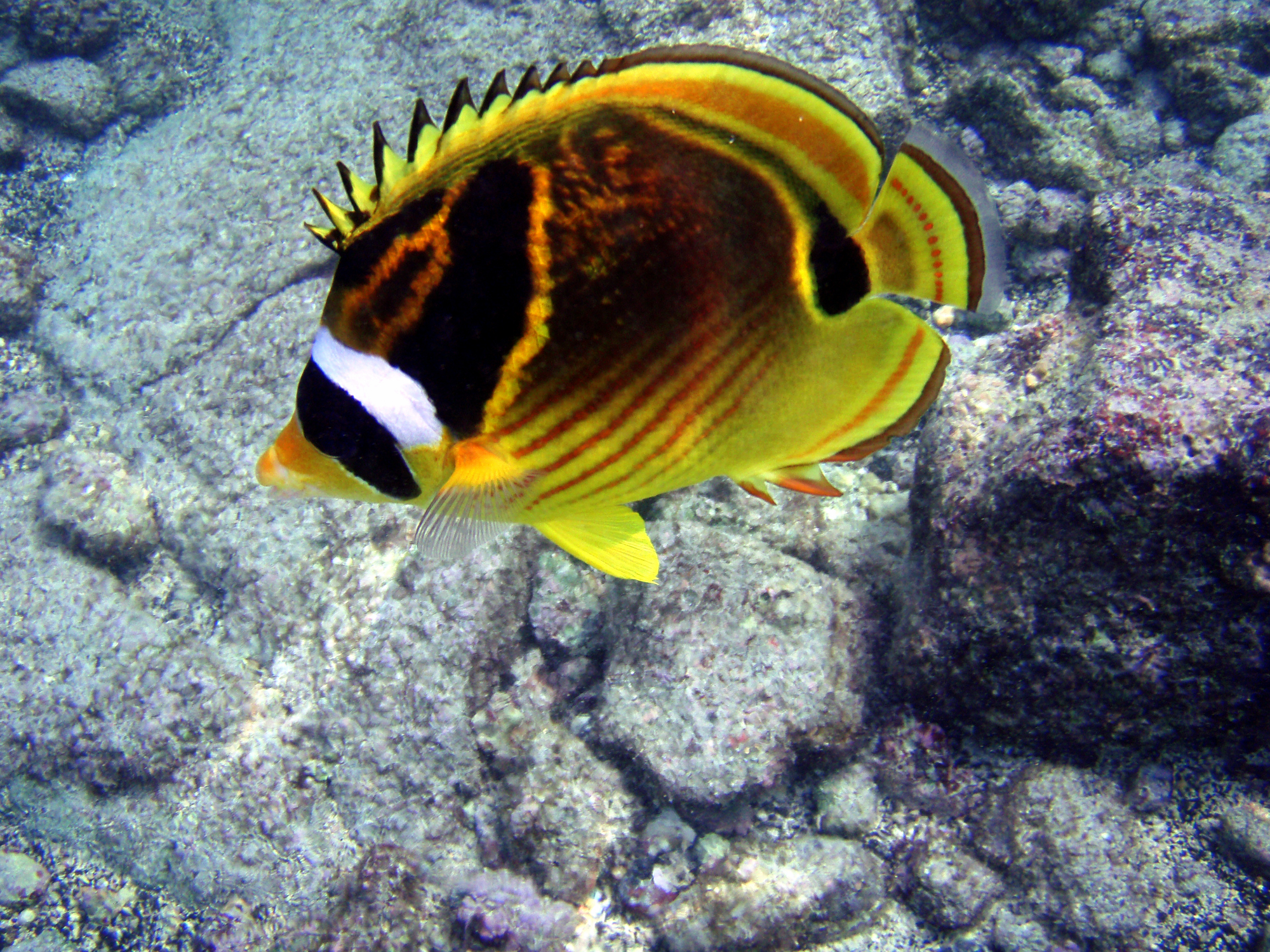
Un poisson-papillon à raies rouges en 2008.

La plupart de l'île est recouverte de feuillus et de fruticées sur les calcaires. Certaines plantes, comme le Pandanus, le Cycadophyta, l'euphorbe et le figuier de Barbarie, poussent sur le sol, pénétrant leurs racines dans les nombreuses fissures causées par l'eau de pluie.
Dans les eaux peu profondes, la température chaude et stable, la richesse en nutriments de mangroves et la convergence de plusieurs rivières dans la baie de Phang Nga résultent ici, avec une abondance de planctons et d'autres formes de vie marine. La baie autour de l'île compte vingt-six espèces de reptiles, vingt-quatre espèces de poissons, quatorze espèces de crevettes, quinze espèces de crabes et seize espèces de Manta, de requins et de poissons de jeu (en). La plupart des poissons sont typiques des récifs coralliens, comme le poisson-papillon. Parmi cette faune, on compte les crabes bleus, les Portunidae, les Oxudercinae, les Hippolyte, les Thalassinidea, les Bramidae, les soles, les anchois, les Carangidae, les morues de roche (en), les seiches arc-en-ciel, les seiches aigre-douces, les maquereaux, les murènes, les poissons-globes, les picots, les Epinephelinae, les concombres de mer noirs, les coraux durs, les coraux corne de fer et les Alcyonacea. Parmi les amphibiens, on énumère le Fejervarya cancrivora, le cricket grenouille et le Rhaco phorusleucomystax. Les plantes aquatiques sont représentées par les algues rouges, les Halimida, les herbiers marins et le plancton végétal. Il y a plus de cent espèces d'oiseaux dans la région, tels que le Héron strié, l'Aigrette sacrée et l'Aigrette garzette.